# 克利夫頓 (密蘇里州俄勒岡縣)
克利夫頓（英語：Clifton）是位於美國密蘇里州俄勒岡縣的非建制地區。

## 地理
克利夫頓所處的海拔為高於海平面195米（即640英呎），而該地所採用的時區為UTC-6，即北美中部時區（CST）。同時該地設有夏令時間，為UTC-6調快一小時，即UTC-5（CDT）。